# Roter Herings-Täubling
Der Rote Herings-Täubling oder Nadelwald-Herings-Täubling (Russula xerampelina) ist ein Pilz aus der Familie der Täublingsverwandten (Russulaceae). Das Epitheton xerampelina bedeutet so viel wie dunkelrot gekleidet und ist eine Anspielung auf die schöne dunkelrote Hutfarbe des Täublings. Der im Kiefernwald recht häufige Pilz riecht deutlich nach Hering oder Krabben, womit der deutsche Name erklärt ist. Der Stiel ist häufig rosa oder rötlich überlaufen, weshalb der Pilz auch Rotfuß-Täubling genannt wird. Es handelt sich um einen mittelgroßen bis großen, mildschmeckenden Täubling mit braunfleckendem Fleisch, der ein ockerfarbenes Sporenpulver hat.

## Merkmale

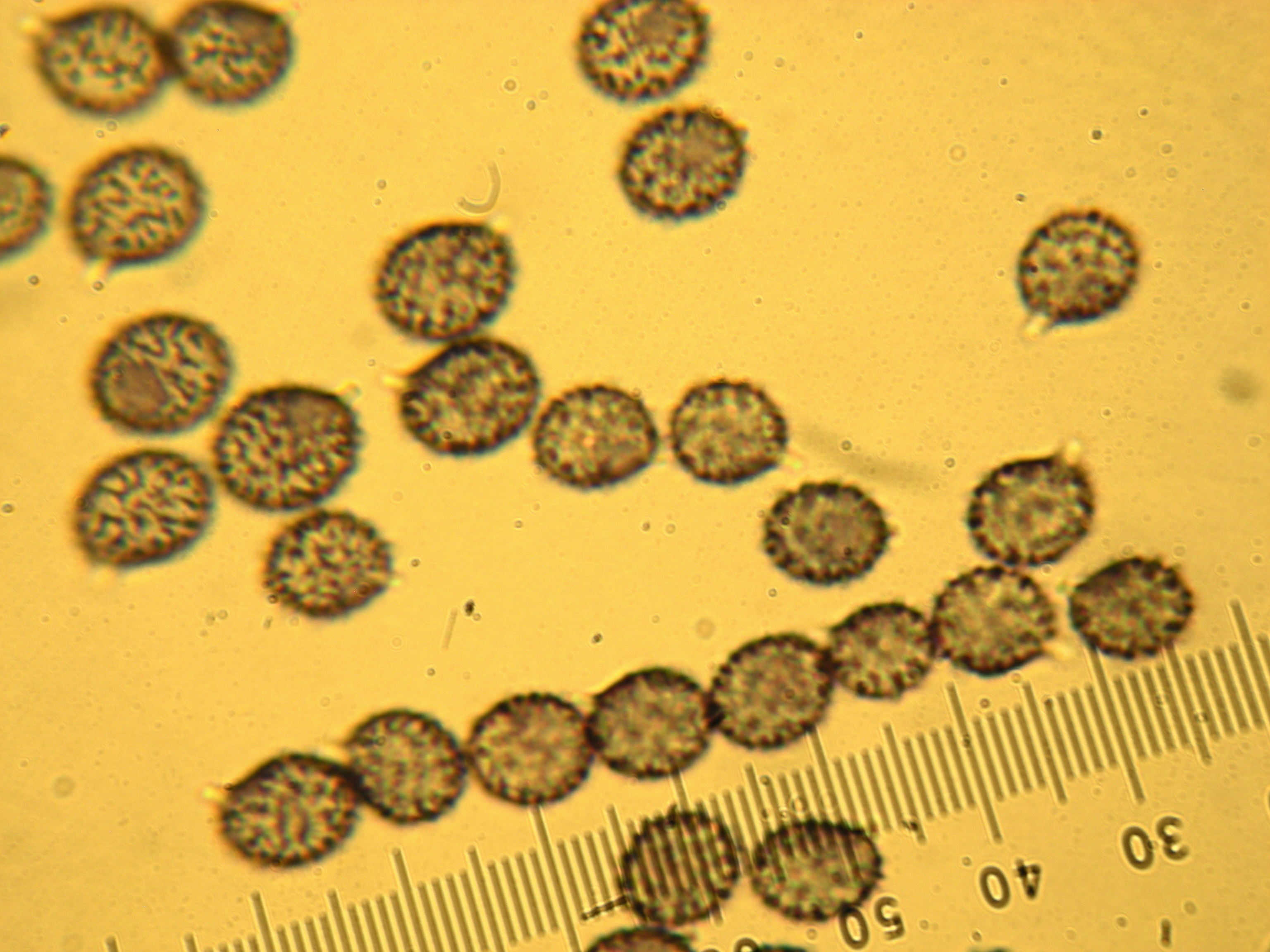
Sporen des Roten Herings-Täublings (Russula xerampelina) in Jod-Lösung unter dem Lichtmikroskop

### Makroskopische Merkmale
Der Hut ist 6–12 Zentimeter breit. Jung ist der Hut halbkugelig, später ausgebreitet und in der Mitte leicht niedergedrückt. Bei feuchter Witterung ist die Huthaut klebrig bis schmierig. Die Farbe des Hutes ist sehr variabel, am häufigsten ist sie blutrot bis dunkel purpurrot, die Mitte ist meist schwarz purpurn. Im Alter ist der Rand auf etwa 1 Zentimeter Länge mehr oder weniger gerieft.
Die Lamellen haben einen milden bis ausgeprägt bitteren Geschmack, stehen ziemlich dicht (im Alter auch entfernt) und sind bei reifen Exemplaren cremefarben bis buttergelb. An Druckstellen neigen sie zum Bräunen. Das Sporenpulver ist ebenfalls cremefarben bis gelblich ocker.
Der Stiel ist 4–8 Zentimeter lang und 1,5–3 Zentimeter breit, er ist zylindrisch, weiß und manchmal rötlich überlaufen. Im Alter oder bei Berührung bräunt er. Die Oberfläche ist bei älteren Fruchtkörpern deutlich gerunzelt, der Pilz trägt daher auch den Namen Runzelstiel-Täubling. Das Fleisch ist fest, bei älteren Pilzen im Stiel auch schwammig. Es verfärbt sich bei Verletzung an der Luft honigfarben bis ocker-bräunlich. Der Geruch ist bei jungen Pilzen wenig ausgeprägt, ältere Pilze riechen deutlich nach Hering oder Krabben. Mit Eisen(II)-sulfat (FeSO4) verfärbt es sich dunkel grün. Der Geschmack ist mild.

### Mikroskopische Merkmale
Die rundlichen bis breitellipsoiden Sporen messen 7,6–10,3 × 6,1–8,3 µm. Der Q-Wert (Quotient aus Sporenlänge und -breite) ist 1,1–1,4. Das Sporenornament besteht aus groben, bis zu 1 (1,2) µm hohen, teilweise verlängerten und überwiegend isoliert stehenden Warzen, die nur spärlich durch feine Linien miteinander verbunden sind. Der deutlich amyloide Hilarfleck ist unregelmäßig und misst etwa 3,5 × 3,25 µm.
Die viersporigen Basidien sind keulig und messen 40–60 × 11–14 µm. Daneben findet man zahlreiche Hymenialzystiden, die sich mit Sulfobenzaldehyd schwach grauschwarz anfärben. Die Cheilozystiden sind spindelig und tragen an ihrer Spitze teilweise einen Fortsatz. Sie werden 45–85 µm lang und 6–12 µm breit. Die spindeligen bis zylindrischen Pleurozystiden tragen nur selten einen Fortsatz und messen 65–125 × 7–12 µm.
In der Hutdeckschicht findet man mehr oder weniger zylindrische und nach oben hin oft verjüngte Haare, die septiert sind und spärlich verzweigt sein können. Sie werden 2,5–4 µm breit und haben schwach gelatinisierte Hyphenwände. Dazwischen findet man recht schmale, zylindrische und oben teilweise eingeschnürte Pileozystiden. Sie werden 3–5,5 µm breit und haben in Sulfobenzaldehyd einen teilweise grauschwarzen Inhalt. Membranpigmente kommen nicht vor.

## Artabgrenzung
Obwohl der Rote Herings-Täubling aufgrund seiner variablen Hutfarbe mit einer ganzen Reihe von Täublingen verwechselt werden könnte, ist er durch folgende Merkmale sicher zu bestimmen:
1. Herings- oder Krabbengeruch
2. Bräunendes und mild schmeckendes Fleisch
3. Grünliche FeSO4-Reaktion
4. Hut purpurrot in verschiedenen Tönen gefärbt
5. Vorkommen im Nadelwald unter Kiefer oder Fichte

## Ökologie
Der Herings-Täubling ist wie alle Täublinge ein Mykorrhizapilz, der mit verschiedenen Nadelbäumen eine symbiontische Beziehung eingehen kann. Seine bevorzugten Symbiosepartner sind Fichten und Waldkiefern.
Man findet den Pilz unter eingestreuten Nadelbäumen in verschiedenen Waldgesellschaften:
In Rotbuchenwäldern (Hainsimsen- und Waldmeisterbuchenwäldern), in Weißtannenwäldern (Labkraut-Tannenwälder), aber auch in Hainbuchen-Eichenwäldern und Eichen- und Waldkiefern-Mischbeständen. Sehr häufig ist der Täubling in Fichten- und Kiefernforsten.
Der Täubling kommt auf trockenen bis frischen, meist sandig humosen bis anlehmigen und oft sauren Böden vor. Er ist aber sehr pH-tolerant und stellt auch ansonsten keine großen Ansprüche an den Boden. Lediglich extrem saure, sehr feuchte bis nasse oder stark lehmige und verdichtete Böden werden gemieden. Die Fruchtkörper erscheinen einzeln oder in Gruppen von Juli bis November.

## Verbreitung

Europäische Länder mit Fundnachweisen des Roten Herings-Täublings.
Legende:
Länder mit Fundmeldungen
Länder ohne Nachweise
keine Daten
außereuropäische Länder

Der Herings-Täubling ist in der nördlich gemäßigten Klimazone weit verbreitet und ziemlich häufig und reicht oft bis in die subpolare Zone hinein. Der Täubling wurde in Asien (Südkorea, Philippinen), Nordafrika (Marokko), Nord- und Mittelamerika und Europa nachgewiesen. Auf dem amerikanischen Kontinent erstreckt sich sein Vorkommen von den USA über Mexiko bis nach Costa Rica. Auch in Europa ist er weit verbreitet.
In Deutschland ist er in den Alpen, dem Alpenvorland und den Mittelgebirgen verbreitet, sonst ist er eher selten anzutreffen.

## Systematik
Der Rotfüßige Herings-Täubling (Russula erythropoda), der als selbstständige Art beschrieben wurde, wird heute nur noch als Synonym angesehen. Dafür werden eine ganze Reihe ehemaliger Varietäten und Unterarten heute als eigenständige Arten angesehen.
- Russula xerampelina var. abietum J. Blum (1954) ist heute Russula abietum (J. Blum) Bon 1983.
- Russula xerampelina subsp. amoenipes ist heute Russula amoenipes (Romagn. ex Bon) Bidaud, Moënne-Locc. & Reumaux.[16]
- Eine weitere ehemalige Varietät mit grünlichem bis olivgrünlichem Hut, der Hellgrüne Herings-Täubling (Russula xerampelina var. elaeodes Romagn. ex Bon (1987)), wird nun als Russula pseudo-olivascens Kärcher (2002) bezeichnet. Für andere Autoren ist er synonym zu Russula clavipes Velen. (1920).[17] Er kommt unter Laubbäumen wie Buchen, Eichen, Linden und Birken vor.[18]
- Russula xerampelina var. purpurata Crawshay (1930), wurde von Romagnesi auch als eigenständige Art beschrieben Russula purpurata (Crawshay) Romagn. (1983). Er wird heute aber allgemein nur noch als Forma purpurata von Russula graveolens (Crawshay) P.-J. Keizer & Arnolds 1995 angesehen.
- Der Olivbraune Herings-Täubling Russula cicatricata wurde früher als Russula xerampelina var. fusca klassifiziert. Seine Hutfarbe ist recht variabel, meist olivbraun bis gelb. Er kommt im Laubwald, bevorzugt unter Eichen, vor.
- Der Fleischviolette Herings-Täubling Russula graveolens Romell, ehemals Russula xerampelina var. graveolens (Romell) Kühner & Romagn., hat einen purpurbraunen bis weinrötlichen Hut und kommt unter Laubbäumen auf sauren Böden vor.

### Infragenerische Systematik
Als erste beschriebene Art der Sektion, ist der Rote Herings-Täubling die Typart der Sektion Xerampelinae (Viridantes Bon). Bei allen Arten der Sektion färbt sich das Fleisch bräunlich und mit FeSO4 grün. Zudem riechen alle Arten mehr oder weniger nach Hering oder Krabben (Trimethylamin).

### Unterarten und Varietäten
Folgende Varietäten wurden beschrieben:
| Varietät                                  | Autor                     | Beschreibung |
| ----------------------------------------- | ------------------------- | --- |
| Russula xerampelina var. barlae           | (Quél.) Melzer & Zvára    | Die Varietät wurde von Quélet 1883 als Russula barlae beschreiben. Der Hut ist 6–9 Zentimeter breit und gelb, aprikosenfarben oder rotorange gefärbt. Die Huthaut ist zuerst schmierig, dann trocken, der Rand ist glatt. Der Stiel ist weiß und die Lamellen zuerst cremefarben und später safrangelb. Das Fleisch ist ganz weiß und riecht wie bei Russula melilotus. Die Sporen sind blass zitronengelb. Der Täubling kommt in den subalpinen Regionen der französischen Alpen vor. |
| Russula xerampelina var. marthae          | Singer (1935)             | |
| Russula xerampelina var. murina           | Romagn. (1953)            | Der Hut ist bis zu 9 Zentimeter breit und haselnussbraun bis grau. Manchmal ist der Rand auch rötlich. Die Lamellen sind ockergelb und der Stiel weiß. Das Fleisch riecht und schmeckt wie der Typ und verfärbt sich mit Eisensulfat grün. Das Sporenpulver ist ockergelb. |
| Russula xerampelina var. pseudomelliolens | Singer (1936)             | Ziemlich kleine Form mit etwa 5–7 Zentimeter breitem, fleischigen, rosa, manchmal auch kupferfarbenem Hut, der in der Mitte auch cremefarben ist. Die Huthaut ist ziemlich matt und der Rand leicht gelappt oder gerieft. Die ziemlich dicht stehenden Lamellen sind beinah bauchig und mehr oder weniger queradrig verbunden. Sie sind cremeweiß bis schmutzig gelblich gefärbt. Der weiße Stiel (3–5 × 1,5–2,5 Zentimeter) ist oft geadert und rosa überlaufen und verfärbt sich später gelblich bis schmutzig grau. Das Fleisch wie beim Typ. Das Sporenpulver ist dunkel-cremefarben bis hell-ocker (IId–IIIb nach Romagnesi). Die Sporen sind 8–10 × 7,5–9 Mikrometer breit, mit kräftigen, fast isoliert stehenden oder schwach und fein gratig verbundenen Dornen. Die Zystidien sind unauffällig. Die Hyphen-Endzellen der Huthaut sind 2–4(5) Mikrometer breit, zylindrisch oder keulig und ziemlich gewunden. Die zylindrischen, nicht oder einfach septierten Pileozystidien sind 5–7 Mikrometer breit und reagieren nur schwach mit Sulfovanillin. – Gelegentlich kann man den Pilz in feuchteren Laubwäldern unter Rotbuchen, Hainbuchen oder Birken finden. |
| Russula xerampelina var. putorina         | Melzer (1945)             | |
| Russula xerampelina var. rubra            | (Britzelm.) Singer (1926) | Der Hut ist leuchtend purpurrot gefärbt, die Mitte meist dunkler. Der Stiel ist rosa überlaufen, besonders an der Spitze. Der Geruch und Geschmack sind wie beim Typus. Die Dermatozystiden sind wesentlich seltener als beim Typus, gleichen diesem aber ansonsten. |
| Russula xerampelina var. semirubra        | Singer (1958)             | |
| Russula xerampelina var. tenuicarnosa     | Adamcík (2002)            | Die Varietät hat dünneres Fleisch in Hut und Stiel. |

## Bedeutung
Der Herings-Täubling schmeckt mild. Er gilt als einer der besten Speisepilze innerhalb seiner Gattung, auch wenn der Krabben- oder Heringsgeruch beim Kochen zumindest teilweise erhalten bleibt. Der Geruch ist bei älteren Exemplaren ausgeprägter und weniger angenehm. Der Pilz ist nur selten madig. Unerfahrene Pilzsammler sollten darauf achten, dass sie nicht den sehr scharf schmeckenden, leicht giftigen Zitronenblättrigen Täubling sammeln, der am gleichen Standort (im Kiefernwald) wächst.